# 売春宿

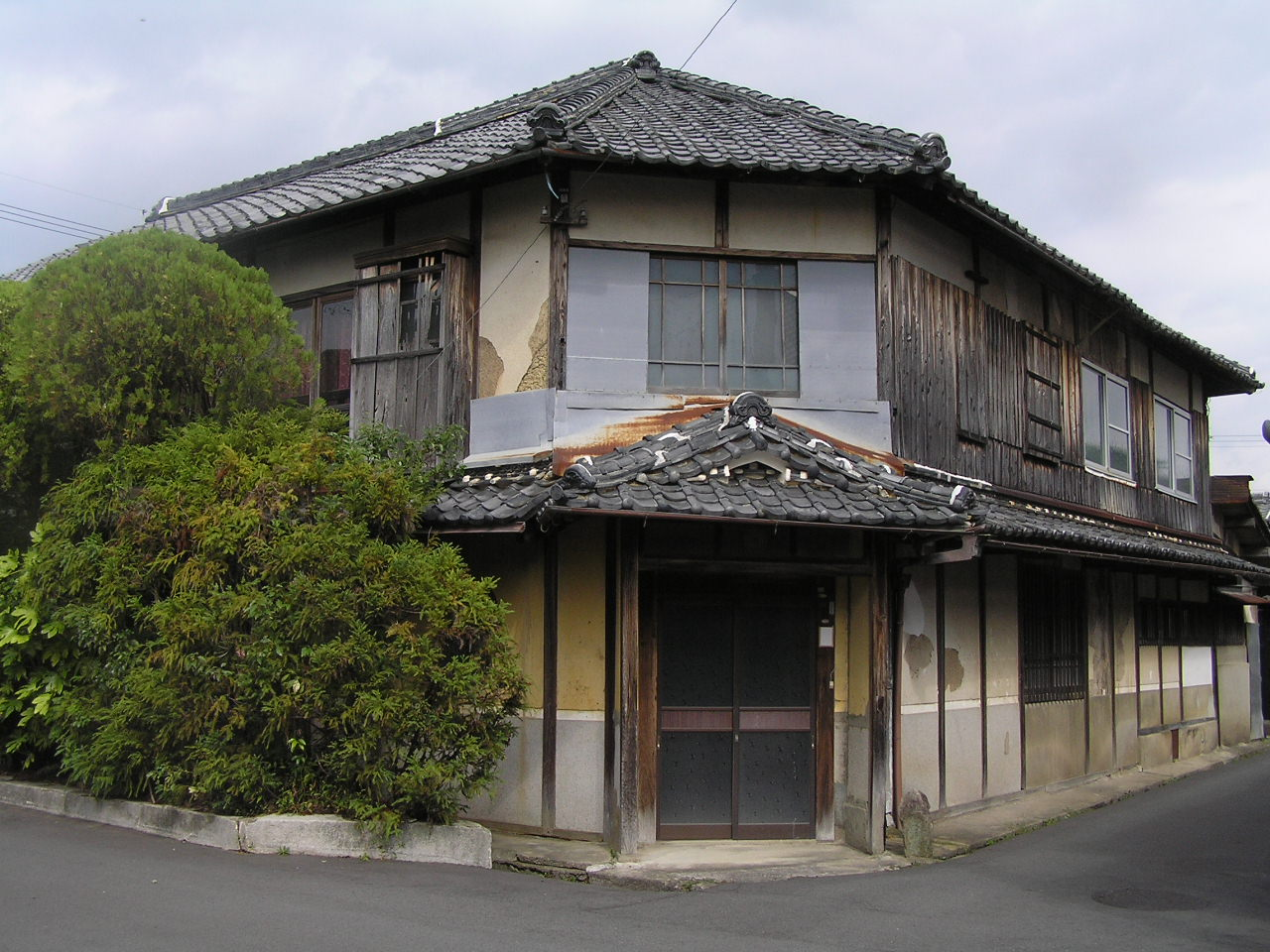
阿部定が最後に勤めた丹波篠山の遊郭「大正楼」

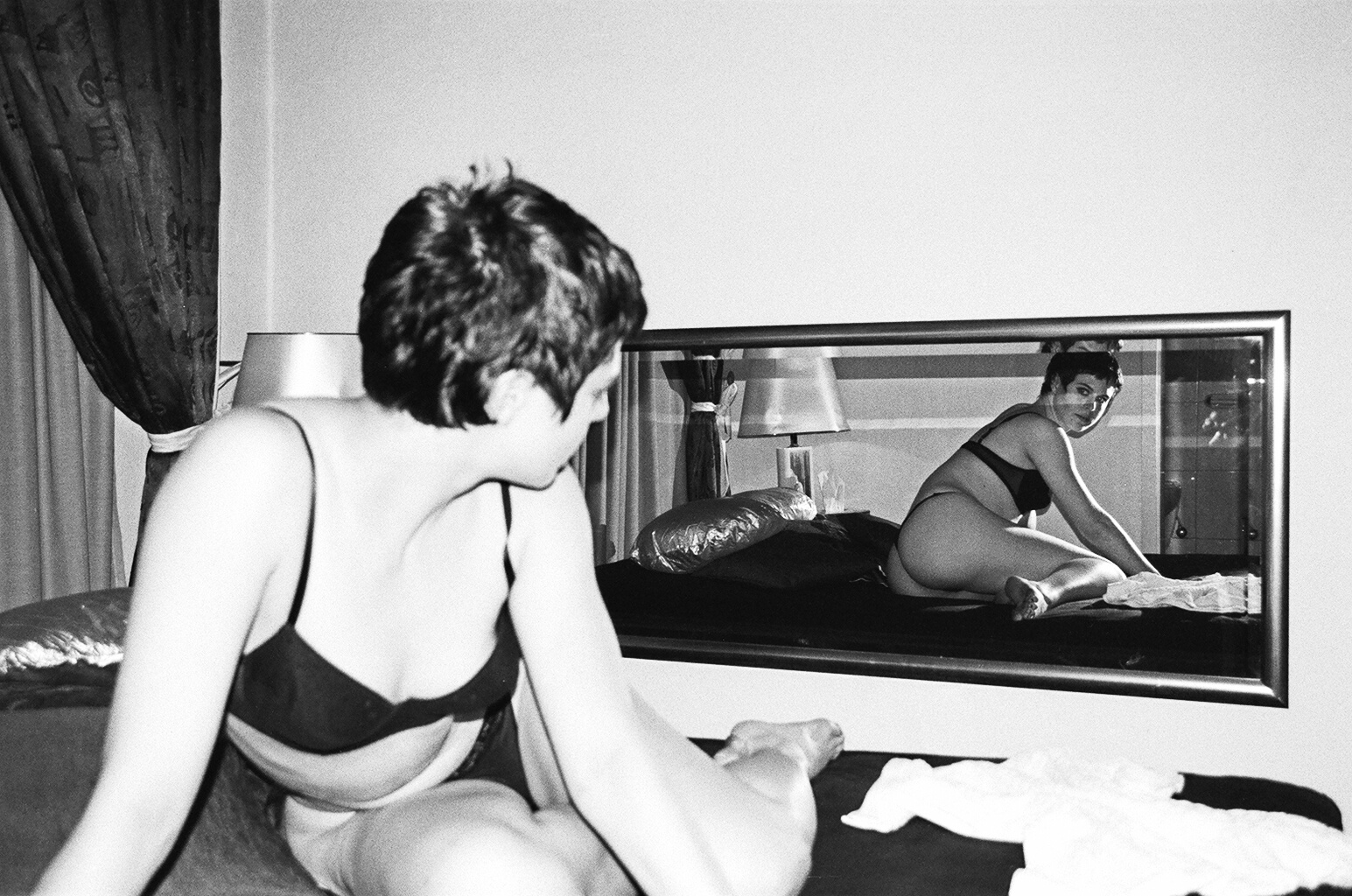
ドイツ、ベルリンの売春婦

売春宿（ばいしゅんやど）、娼館（しょうかん）、ブロッセル（英: brothel）とは、売買春の場を提供する娯楽施設。往々にして直接的な売春の斡旋をも行う。宿泊が基本だが、短時間の滞在もある。1949年に採択された人身売買及び他人の売春からの搾取の禁止に関する条約の第2条でその経営は禁じられている。
現在の日本では売春は売春防止法で禁止されているが、宿泊をしない類似の娯楽施設としてソープランドなどがある。形式上は合法となっている売春類似の性風俗においては、ソープランドの銭湯、飛田新地の料亭など風俗以外の営業を名目において、ソープランドの三助、飛田新地などの料亭の仲居などサービス提供者の女性と、店内に入るとたちまち恋愛関係に陥ってしまう自由恋愛の範疇という論理で脱法的に営業していると説明されることもあるが、実際はソープランドでは、従業員と客との関係は性交類似行為にとどまり、性交は行わない“建前”に基づいているため、風俗営業法の下で営業が合法化されている。性交に及んでいれば違法となり、「従業員と客が自由恋愛のすえに性交に至ったにすぎない」という店側の弁解は最高裁の判例でも否定されている。